# المحيراب (سيئون)
'

تعديل مصدري - تعديل

المحيراب هي إحدى قرى عزلة سيئون بمديرية سيئون التابعة لمحافظة حضرموت، بلغ تعداد سكانها 28 نسمة حسب تعداد اليمن لعام 2004.